# Joint Genome Institute
Pour les articles homonymes, voir JGI.
Le Joint Genome Institute (JGI) est un centre de séquençage américain, situé en Californie.